# East Rancho Dominguez (Kalifornija)
East Rancho Dominguez je naseljeno područje za statističke svrhe u američkoj saveznoj državi Kalifornija. Prema popisu stanovništva iz 2010. u njemu je živjelo 15,135 stanovnika.